# Noordede

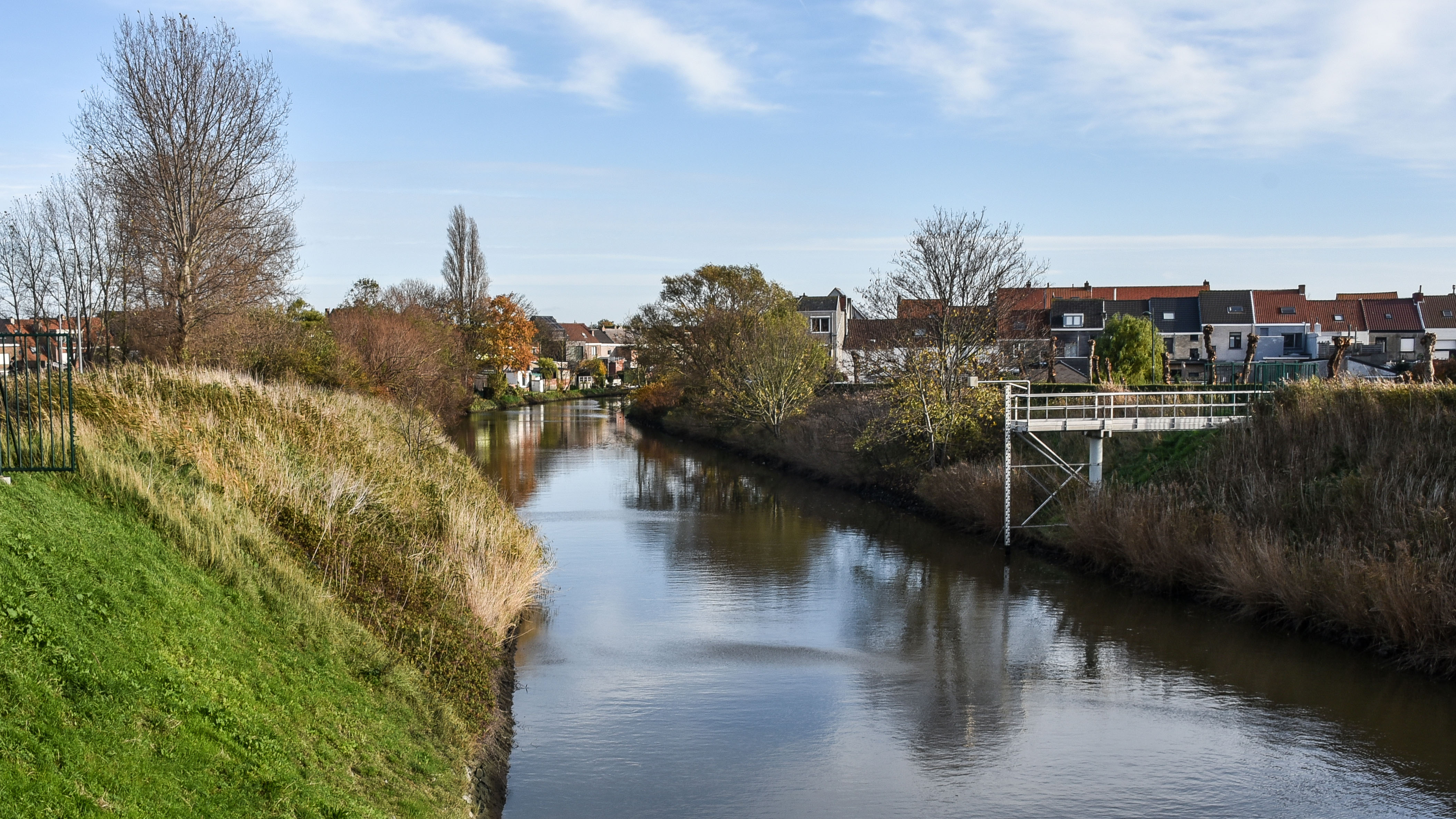
Noordede in Bredene-Sas

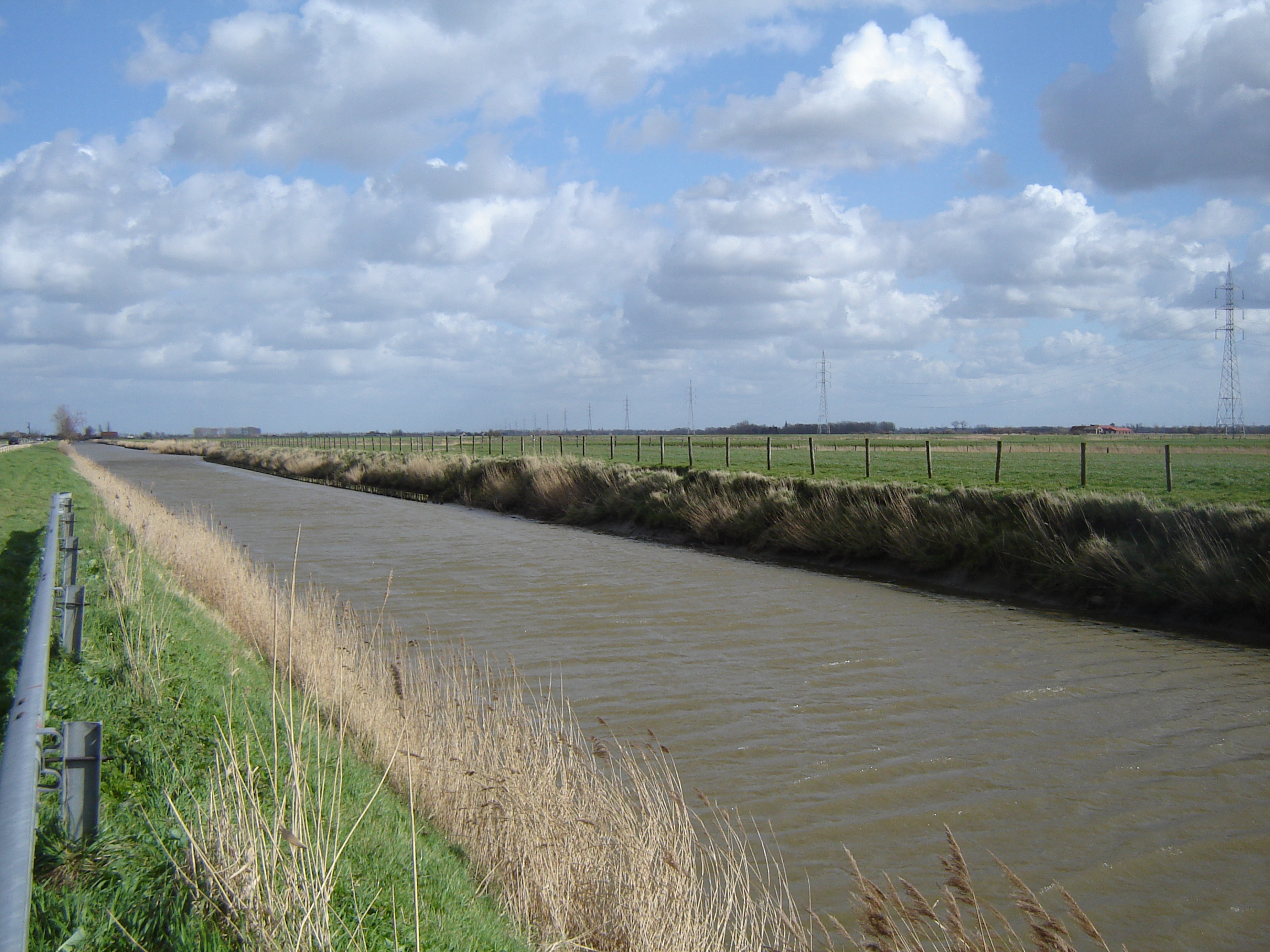
Noordede in Klemskerke

De Noordede (soms ook Noord-Ede gespeld) is een middeleeuws afwateringskanaal in de historische watering van Blankenberge, in de Belgische provincie West-Vlaanderen.

## Historiek
Indijking van de kustvlakte begon rond de 10de-11de eeuw. Inpoldering, bedijking en afwateringskanalen vormen een samenhangend geheel zodat het land intensief kan worden bewerkt dankzij een goed doordacht stelsel. Samen met de Blankenbergse Vaart vormde de Noordede de hoofdas in het afwateringssysteem, samen met kleinere waterwegen. De hoofdwaterwegen zorgden voor de afvoer van het overtollige water naar zee (via de Blankenbergse Vaart) of naar de Oostends krekengebied  in het geval van de Noordede.
Een oude vermelding van de waterloop gaat terug tot 1306, als "Noortheye" of "Noordhie". Tussen Klemskerke en Zuienkerke volgde deze natuurlijk waterloop de bedding van een oude kreek die ontstond bij de bedijking van Bredene in de 10e eeuw.
In de 17de eeuw kwam er ook een verbinding met de zee. Met kleine platte schuiten voer men toen handelswaren en bouwmaterialen vanaf Bredene naar de Ieperlee, later het kanaal Brugge-Oostende, waarop ze via een overtoom werden overgezet om verder naar Brugge te varen. Bij het graven van de Spuikom rond 1900 werd de loop van de Noordede naar het zuiden verlegd. Van de oorspronkelijke loop getuigt de Noord-Edestraat in Bredene.
Tegenwoordig heeft de Noordede geen transportfunctie meer, en dient enkel voor afwatering.
De Noordede heden ten dage begint enkele kilometer van de kustlijn vanuit de gemeente Zuienkerke (buurtschap Strooienhaan bij Houtave) over het grondgebied van De Haan en Bredene naar de voorhaven van Oostende ter hoogte van de wijk Bredene-Sas in Bredene waar hij net voorbij het Maartensas in de haven uitmondt. In Zuienkerke staat de Noordede in open verbinding met de Blankenbergse Vaart. Over een deel van zijn loop volgt hij de N9, de weg van Brugge naar Oostende.

## Etymologie
De Noordede of Nordee in de volksmond is dat brede water aan de noordzijde en het zelfstandig naamwoord ee zoals men vroeger water of een waterloop noemde.